# Таборище (Житомирський район)
Табори́ще — село в Україні, у Житомирському районі Житомирської області. Входить до складу Радомишльської міської громади. Населення становить 66 осіб.